# Electronic Entertainment Design and Research
A Electronic Entertainment Design and Research (sigla EEDAR) é uma companhia de pesquisa de mercado especializada em pesquisas sobre jogos eletrônicos nos Estados Unidos, foi fundada em 2006, sua sede fica em Carlsbad, na Califórnia.
A companhia tem um banco de dados com mais de 100 mil produtos e mais de 100.000.000 pontos de análise, é dividida em 7 divisões de negócios: DesignMetrics, Gamepulse, Research & Publications, Retail Services, Mobile Quantitative and Qualitative Analysi, Mock Reviews and Previews e Data Management.